# Challenger de Tallahassee 2015
El torneo Tallahassee Tennis Challenger 2015 es un torneo profesional de tenis. Pertenece al ATP Challenger Series 2015. Se disputará su 16.ª edición sobre superficie Tierra batida (verde), en Tallahassee, Estados Unidos entre el 27 de abril y el 2 de mayo de 2015.

## Jugadores participantes del cuadro de individuales
| Favorito | País                      | Jugador          | Rank1 | Posición en el torneo |
| -------- | ------------------------- | ---------------- | ----- | --------------------- |
| 1        | Bandera de Argentina      | Facundo Bagnis   | 90    | Primera ronda         |
| 2        | Bandera de Estados Unidos | Austin Krajicek  | 116   | Primera ronda         |
| 3        | Bandera de Canadá         | Frank Dancevic   | 141   | Primera ronda         |
| 4        | Bandera de Australia      | Jason Kubler     | 152   | Segunda ronda         |
| 5        | Bandera de Argentina      | Facundo Argüello | 164   | Campeón               |
| 6        | Bandera de Estados Unidos | Bjorn Fratangelo | 165   | Segunda ronda         |
| 7        | Bandera de la India       | Somdev Devvarman | 168   | Segunda ronda         |
| 8        | Bandera de Irlanda        | James McGee      | 169   | Cuartos de final      |

- 1 Se ha tomado en cuenta el ranking del 20 de abril de 2015.

### Otros participantes
Los siguientes jugadores recibieron una invitación (wild card), por lo tanto ingresan directamente al cuadro principal (WC):
- Jean-Yves Aubone
- Stefan Kozlov
- Tommy Paul
- Benjamin Lock

Los siguientes jugadores ingresan al cuadro principal tras disputar el cuadro clasificatorio (Q):
- Facundo Bagnis
- Sekou Bangoura
- Mico Santiago
- Jose Rubin Statham

## Campeones

### Individual Masculino
- Facundo Argüello  derrotó en la final a  Frances Tiafoe , 2-6; 7-65; 6-4

### Dobles Masculino
- Dennis Novikov /  Julio Peralta derrotaron en la final a  Somdev Devvarman /  Sanam Singh, 6–2, 6–4